# Jenner Institute

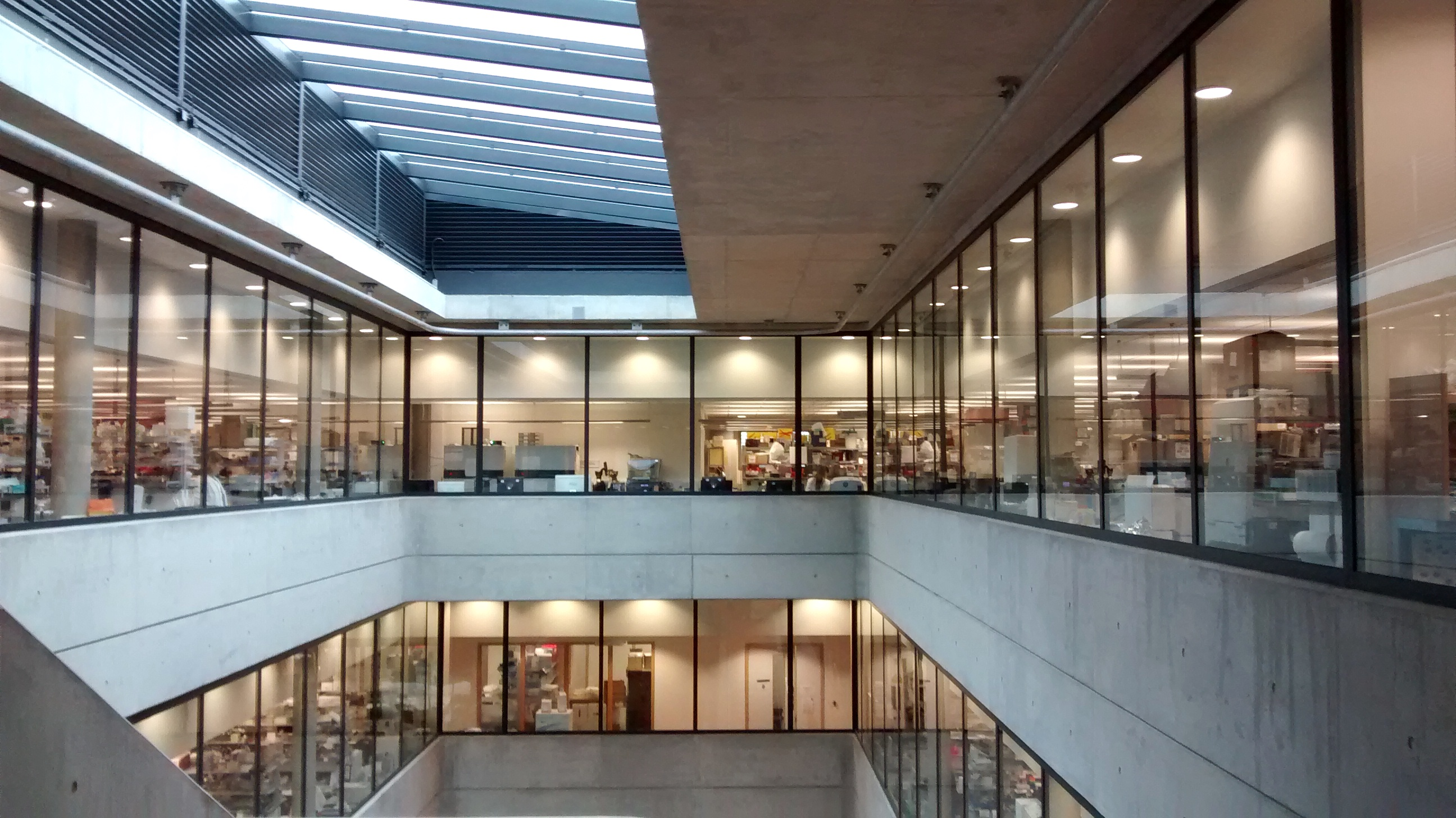
Laboratori della Jenner Institute

Il Jenner Institute è un istituto di ricerca situato nel Campus Old Road a Headington, ad est di Oxford in Inghilterra. 

## Storia
È stato costituito nel novembre 2005 attraverso una partnership tra l'Università di Oxford e l'Istituto britannico per la salute animale. L'istituto viene parzialmente finanziato dalla Jenner Vaccine Foundation.
L'istituto, guidato dal Prof. Adrian Hill, sviluppa vaccini e conduce studi clinici per malattie quali malaria, tubercolosi (vaccino MVA85A), ebola e MERS-Coronavirus.

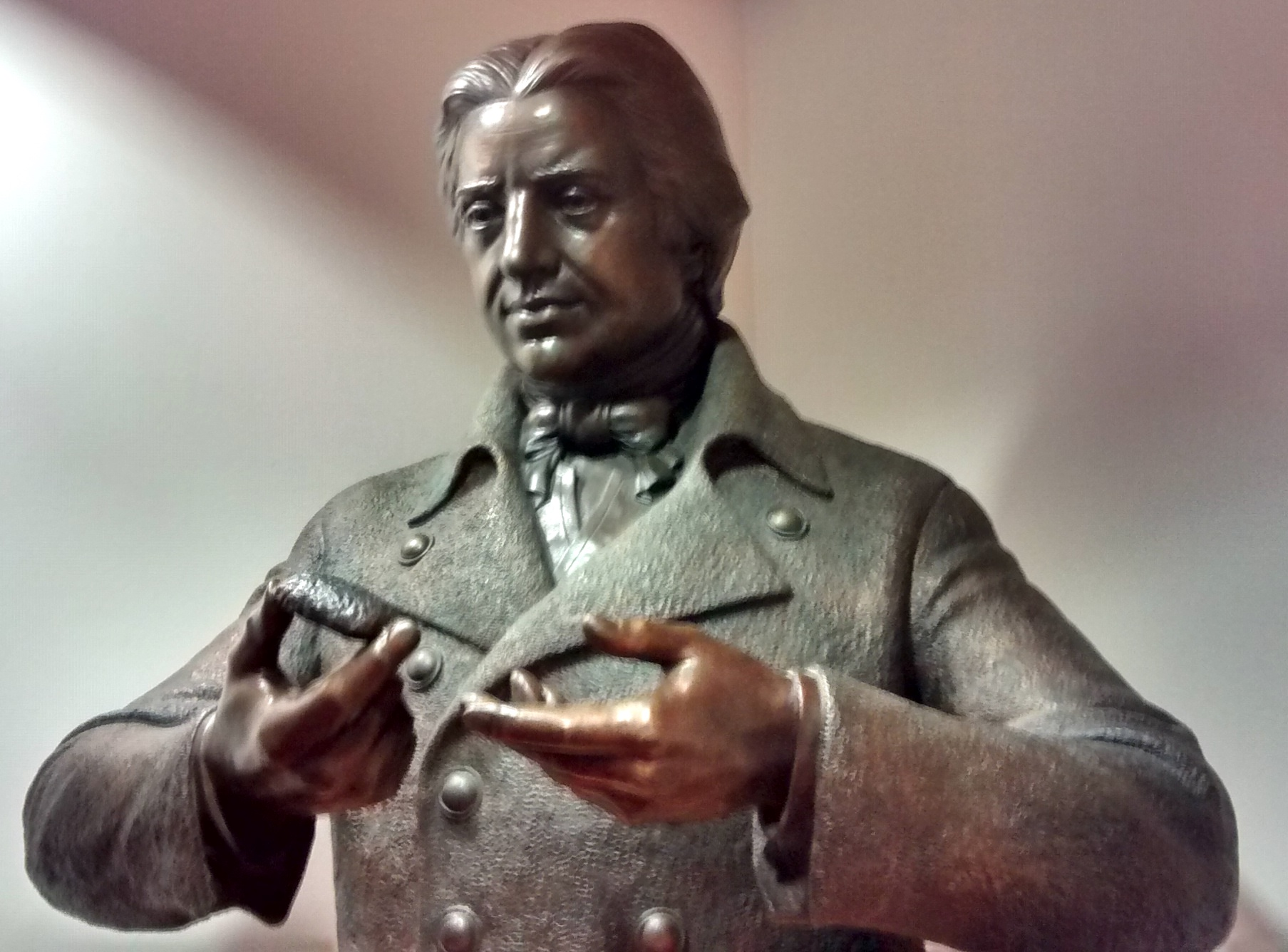
Statua di Edward Jenner all'interno dell'istituto

Nel 2020 l'istituto ha sviluppato un vaccino contro il COVID-19 in un progetto sostenuto dal governo del Regno Unito in collaborazione con l'italiana Advent (parte del gruppo IRBM) e con il gruppo tedesco Merck per la produzione di un vaccino COVID-19.
L'istituto prende il nome dal medico inglese Edward Jenner (1749-1823), che fu uno dei principali contributori allo sviluppo del vaccino contro il vaiolo.
In precedenza, istituto denominato l'Edward Jenner Institute for Vaccine Research era un istituto di ricerca indipendente intitolato a Edward Jenner, l'inventore della vaccinazione. Si trovava insieme al Compton Laboratory dell'Istituto per la salute animale in un campus nel villaggio di Compton nel Berkshire. Dopo aver occupato uno spazio temporaneo presso l'Institute for Animal Health dal 1996, l'istituto si è trasferito in un edificio completato nel 1998. Nell'ottobre 2005 è stato rilanciato con la sostituzione dei quattro partner fondatori (GlaxoSmithKline, the Medical Consiglio delle ricerche, il Biotechnology and Biological Sciences Research Council e il Department of Health) con l'Università di Oxford e l'Institute for Animal Health, costituendo l'istituto attuale.